# Archisepsis priapus
Archisepsis priapus är en tvåvingeart som beskrevs av Silva 1993. Archisepsis priapus ingår i släktet Archisepsis och familjen svängflugor. Inga underarter finns listade i Catalogue of Life.